# Нужа (приток Ошмы)
Нужа — река в России, протекает в Тоншаевском районе Нижегородской области. Устье реки находится в 11 км по левому берегу реки Ошма. Длина реки составляет 11 км.
Исток реки в лесах северо-восточнее деревни Казанер в 24 км к юго-востоку от посёлка Пижма близ границы с Кировской областью. Река течёт на восток, впадает в Ошму, которая здесь образует границу с Кировской областью напротив деревни Редькино.

## Данные водного реестра
По данным государственного водного реестра России относится к Камскому бассейновому округу, водохозяйственный участок реки — Вятка от города Котельнич до водомерного поста посёлка городского типа Аркуль, речной подбассейн реки — Вятка. Речной бассейн реки — Кама.
По данным геоинформационной системы водохозяйственного районирования территории РФ, подготовленной Федеральным агентством водных ресурсов:
- Код водного объекта в государственном водном реестре — 10010300412111100036764
- Код по гидрологической изученности (ГИ) — 111103676
- Код бассейна — 10.01.03.004
- Номер тома по ГИ — 11
- Выпуск по ГИ — 1